# Petite Égypte
La Petite Égypte est le nom que les premiers  gitans à immigrer en Europe occidentale au XVe siècle donnaient à leur pays d'origine, ce nom ne désignant généralement pas une région bien définie. Ces groupes itinérants racontaient souvent avoir dû quitter ce pays pour expier leur apostasie (réelle ou alléguée) de la foi chrétienne.
L'existence au Moyen Âge d'un lieu-dit habité par des gitans appelé Petite-Égypte ou Égypte près de la ville de Modon, dans le Péloponnèse, port de transit des pèlerins en partance vers les Lieux saints, a probablement un rapport avec cette dénomination.
Cette appellation est à l'origine du nom de Gypsy (egyptian) en Angleterre, Gitano (egiptano) en Espagne, et Gitan en France, par déformation.

## Sources
- Angus M. Fraser, The Gypsies, p. 45 et suivantes En ligne